# Major
Der Major ist ein Dienstgrad für Soldaten der deutschen Bundeswehr, des österreichischen Bundesheeres, der Schweizer Armee und weiterer moderner und früherer Streitkräfte. In Österreich ist Major ferner eine Verwendungsbezeichnung im Wachkörper.

## Etymologie
Das Wort Major stammt vom Lateinischen maior oder maius (deutsch: größer, stärker oder bedeutender). Im Spanischen wurde daraus mayor (deutsch: größer, höher), im Englischen mayor (deutsch: Bürgermeister) und im Deutschen „Meier“ als Bezeichnung für einen Gutsverwalter.
Im Militär war der Regimentsmeier in einem Regiment für die täglichen Verwaltungsaufgaben und die Inspizierung der Feldwachen verantwortlich. Er führte daher den Dienstgrad Feldwachtmeister. Da der Feldwachtmeister direkt dem Regimentschef im Rang Obristen unterstand, entwickelte sich daraus die Rangbezeichnung Obristwachtmeister. Im 18. Jahrhundert löste die hinsichtlich der Wortherkunft treffende Dienstgradbezeichnung „Major“ den für den Regimentsmeier geschaffenen Rang „Obristwachtmeister“ ab.
In der preußischen Armee wurden verdiente Hauptleute mit dem Charakter eines Majors („Charaktermajor“) verabschiedet; sie erhielten das Ruhegeld eines Hauptmannes, durften sich aber Major nennen. Die oft lange Wartezeit bis zur Beförderung zum Major bezeichnete man auch scherzhaft als „Majorsecke“.

## Bundeswehr
Der Dienstgrad Major wird durch den Bundespräsidenten mit der Anordnung des Bundespräsidenten über die Dienstgradbezeichnungen und die Uniform der Soldaten auf Grundlage des Soldatengesetzes festgesetzt.

### Befehlsbefugnis und Dienststellungen
In der Bundeswehr ist der Major ein Offiziersdienstgrad, der gemäß der Zentralen Dienstvorschrift (ZDv) A-1420/24 „Dienstgrade und Dienstgradgruppen“ zur Dienstgradgruppe der Stabsoffiziere zählt. Aufgrund der Zugehörigkeit zur Dienstgradgruppe der Stabsoffiziere können Soldaten im Dienstgrad Major auf Grundlage des § 4 („Vorgesetztenverhältnis auf Grund des Dienstgrades“) der Vorgesetztenverordnung innerhalb der dort gesetzten Grenzen Soldaten der Dienstgradgruppen Mannschaften, Unteroffizieren ohne und mit Portepee, Leutnanten und Hauptleuten Befehle erteilen.
Majore dienen wie die anderen Stabsoffiziere meist auf Stabsposten oder als militärische Führer. Typische Verwendungen sind Kompaniechef im Heer, Inspektionschef oder Hörsaalleiter an einer Lehreinrichtung (im Heer beispielsweise an einer Truppenschule), oder die Verwendung auf Verwaltungsposten in Kommandobehörden, Ämtern oder in den Referaten des Ministeriums. Dort unterstützen sie häufig erfahrene Stabsoffiziere oder Referatsleiter beispielsweise bei der Personal- und Materialplanung, der Strategieentwicklung oder Einsatzplanung. Besonders qualifizierte Majore dienen auf Dienstposten für Offiziere im Generalstabsdienst. Militärmusikoffiziere im Dienstgrad Major dienen häufig als (stellvertretender) Kompaniechef bei einem der Musikkorps der Bundeswehr. Aufgrund dieser und ähnlicher Dienststellungen können Soldaten im Dienstgrad Major in den in der Vorgesetztenverordnung aufgezählten Fällen allen dienstlich oder fachlich unterstellten Soldaten Befehle erteilen. Kompaniechefs, Inspektionschefs und Bataillonskommandeure sind als Einheitsführer Disziplinarvorgesetzter der ihnen truppendienstlich unterstellten Soldaten gemäß Wehrdisziplinarordnung.

### Ernennung, Besoldung und Altersgrenze
Maßgebliche gesetzliche Grundlagen für die Ernennung zum Major trifft die Soldatenlaufbahnverordnung (SLV) und ergänzend die Zentrale Dienstvorschrift (ZDv) 20/7. Zum Dienstgrad Major können Soldaten auf Zeit, Berufssoldaten und beorderte Reservisten ernannt werden. Voraussetzung ist die Zugehörigkeit zur Laufbahngruppe der Offiziere. Offiziere (außer Militärmusikoffiziere) können frühestens achteinhalb Jahre nach Ernennung zum Leutnant zum Major ernannt werden; davon abweichend ist die Beförderung von Militärmusikoffizieren nach drei Jahren im Dienstgrad Hauptmann zulässig. Voraussetzung für die Beförderung von Hauptleuten zum Major ist für die meisten Offiziere die erfolgreiche Teilnahme am Stabsoffizierlehrgang an der Führungsakademie der Bundeswehr. Keinen Stabsoffizierlehrgang müssen Militärmusikoffiziere und Masterabsolventen in einer Laufbahn der Offiziere des Geoinformationsdienstes der Bundeswehr absolvieren. Eine Einstellung mit dem Dienstgrad Major ist mit einer der Verwendung entsprechenden Qualifikation ebenfalls möglich.
Ein Major wird nach der Bundesbesoldungsordnung (BBesO) mit A 13 besoldet.
Als besondere Altersgrenze für Soldaten im Dienstgrad Major wurde die Vollendung des 59. Lebensjahres festgesetzt.

### Dienstgradabzeichen
Das Dienstgradabzeichen für Majore zeigt Eichenlaub und einen Stern als Schulterabzeichen.

### Äquivalente, nach- und übergeordnete Dienstgrade
Den Dienstgrad Major führen nur Heeres- und Luftwaffenuniformträger. Marineuniformträger (außer Sanitätsoffiziere) derselben Rangstufe führen den Dienstgrad Korvettenkapitän. Die ranggleichen Sanitätsoffizierdienstgrade sind die nach Approbationsrichtung unterschiedlich lautenden Dienstgrade Oberstabsarzt, Oberstabsapotheker und Oberstabsveterinär. In den Streitkräften der NATO ist der Major zu allen Dienstgraden mit dem NATO-Rangcode OF-3 äquivalent.
Im Sinne der ZDv 14/5 und der Anordnung des Bundespräsidenten ist der Major über dem rangniedrigeren Stabshauptmann bzw. Stabskapitänleutnant und unter dem ranghöheren Oberstleutnant bzw. Fregattenkapitän eingeordnet (erste Dienstgradbezeichnung jeweils für Heeres- und Luftwaffenuniformträger; zweite Dienstgradbezeichnung für Marineuniformträger). Die zum Oberstleutnant ranggleichen Sanitätsoffizierdienstgrade sind die nach Approbationsrichtung unterschiedlich lautenden Dienstgrade Oberfeldarzt, Oberfeldapotheker und Oberfeldveterinär bzw. Flottillenarzt und Flottillenapotheker (erste drei Dienstgradbezeichnungen für Heeres- und Luftwaffenuniformträger; letzten beiden Dienstgradbezeichnungen für Marineuniformträger). Gemäß der in der Soldatenlaufbahnverordnung beschriebenen Beförderungsreihenfolge ist regelmäßig der Hauptmann bzw. der Kapitänleutnant der vorangehend durchlaufene Dienstgrad (erste Dienstgradbezeichnung jeweils für Heeres- und Luftwaffenuniformträger; zweite Dienstgradbezeichnung für Marineuniformträger). Für Sanitätsoffiziere sind ranggleich zum Hauptmann die nach Approbationsrichtung unterschiedlich lautenden Dienstgrade Stabsarzt, Stabsapotheker und Stabsveterinär.
| Offizierdienstgrad |                                                                            | |
| Niedrigerer Dienstgrad |                                                                            | Höherer Dienstgrad                                                                                                  |
| Stabshauptmann Stabskapitänleutnant                                                                                             | Major Korvettenkapitän Oberstabsarzt Oberstabsapotheker Oberstabsveterinär | Oberstleutnant Fregattenkapitän Oberfeldarzt Oberfeldapotheker Oberfeldveterinär Flottillenarzt Flottillenapotheker |
| Dienstgradgruppe: Mannschaften – Unteroffiziere o.P. – Unteroffiziere m.P. – Leutnante – Hauptleute – Stabsoffiziere – Generale |                                                                            | |

## Bundesheer und Wachkörper

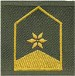
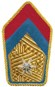
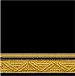

Der Major ist Angehöriger der Laufbahngruppe der Offiziere. Sein Abzeichen besteht aus einem zu einem Drittel goldenen Geflecht; ebenso wie der fünfeckige Kragenspiegel mit einem sechszackigen goldenen Stern (eigentlich: Edelweißblüte) versehen.
Die Verwendungsbezeichnung „Major“ wird für Leitende Beamte (E1) der Exekutive in Österreich, dazu gehören Bundespolizei und Justizwache, verwendet. Da es sich bei den genannten Wachkörpern um zivile Körperschaften handelt, die lediglich nach militärischem Muster organisiert sind, handelt es sich jedoch nicht um Polizeioffiziere, sondern sie führen lediglich Offiziersränge als Verwendungsbezeichnung. Im Übrigen ist ein direkter Vergleich mit den Dienstgraden des Bundesheeres nicht möglich, da in der Bundespolizei Aufgaben, die beim Militär einem niedrigrangigen Offizier zukommen, von hochrangigen dienstführenden Beamten (E 2a), also Angehörigen der mittleren Laufbahnebene, wahrzunehmen sind.
| Niedrigerer Dienstgrad Hauptmann                                                                                     | Dienstgrad Major | Höherer Dienstgrad Oberstleutnant |
| Einordnung: Rekruten – Chargen – Unteroffiziere – Offiziere Alle Dienstgrade auf einen Blick: Bundesheer-Dienstgrade |                  |                                   |

## Schweizer Armee
Der Major ist der unterste Grad in der Gruppe der Stabsoffiziere. Neben dem Grad Major gibt es den gleichrangigen Grad „Major im Generalstab“.
Zum Major kann befördert werden, wer seit mindestens acht Jahren Offizier ist, seit mindestens vier Jahren als Hauptmann aktiv Dienst leistet, einen entsprechenden Vorschlag der Brigade erhalten und die nötigen Ausbildungen erfolgreich abgeschlossen hat. Eingesetzt werden die Majore meistens als Stellvertreter von Bataillons-, Abteilungs- oder Geschwaderkommandeuren. Weiter als Stabschefs, S1, S2, S3, S4 oder S6 (Chefs der Führungsgrundgebiete Personelles, Nachrichten, Operationen, Logistik und Übermittlung/Informatik) in einem Bataillonsstab – oft als Doppelgrad Hptm/Maj ausgebildet, d. h. nach vier Jahren in der Funktion kann die Beförderung als Senioritätsauszeichnung vorgenommen werden. Schließlich werden Majore auch in den Führungsgrundgebieten der Stäbe von Brigaden, Territorialregionen und den Teilstreitkräften eingesetzt. Ab dem Majorsgrad ist es möglich, zum Korps der Generalstabsoffiziere zu gehören (Maj i Gst). Das Dienstgradabzeichen zeigt bei der Schweizer Armee einen breiten Streifen.
| Niedrigerer Grad Hauptmann | Offiziersgrad Major | Höherer Grad Oberstleutnant |
| Einordnung: Mannschaften – Unteroffiziere – Höhere Unteroffiziere – Subalternoffiziere – Hauptleute – Stabsoffiziere – Höhere Stabsoffiziere – Oberbefehlshaber der Armee Alle Grade auf einen Blick: Grade der Schweizer Armee |                     |                             |

## Schweizergarde
In der Päpstlichen Schweizergarde ist „Major“ ein Ehrendienstgrad. Nominell haben dort alle Offiziere im NATO-Rangcode OF-1 bis OF-3 (im deutschsprachigen Raum: Leutnant bis Major) den Dienstgrad „Leutnant“, OF-3-Leutnante führen den Ehrendienstgrad aber zusätzlich.

## Brasilianische Streitkräfte
In Brasilien entspricht der Dienstgrad „Major“ dem Rang des Major im Heer und Luftwaffe.
Dieser Rang steht über dem Capitão (deutsch: Hauptmann) und unter dem Tenente Coronel (deutsch: Oberstleutnant).
In der Marine ist das Äquivalent der Capitão de Corveta (deutsch: Korvettenkapitän).
Dieser Rang steht über dem Capitão-Tenente (deutsch: Kapitänleutnant) und unter dem Capitão de Fragata (deutsch: Fregattenkapitän).

## Streitkräfte der Vereinigten Staaten

Major (US Army)

In der United States Army, der US Air Force und dem US Marine Corps ist der Major ein in der Hierarchie über dem Captain und unter dem Lieutenant Colonel rangierender Dienstgrad. Die US-Soldstufe ist O-4, der NATO-Rangcode OF-3. Ein Major ist vergleichbar im Rang mit einem Lieutenant Commander der US Navy und der US Coast Guard.

## Französische Streitkräfte

Chef de bataillon

In den französischen Streitkräften ist der Commandant ein Dienstgrad, der dem Major entspricht. Commandant gilt jedoch für Offiziere, die kein Truppenkommando führen. So lange er Kommandeur eines Bataillons ist, wird er als Chef d’escadron (in der Artillerie, dem Transportwesen und der Versorgung), Chef d’escadrons (in der Kavallerie und Panzertruppe) und Chef d'escadrille bei den Heeresfliegern bezeichnet. Bei der Infanterie, den Pionieren und den Fernmeldern heißt er Chef de bataillon, ebenso bei der Sanität, bei der Kraftstoffversorgungstruppe et cetera. (Die Anrede lautete jedoch stets „mon commandant“) Er steht über dem Capitaine (deutsch Hauptmann) und unter dem Lieutenant-colonel (deutsch Oberstleutnant). Er entspricht daher dem deutschen Dienstgrad Major. Die französische Dienstgradbezeichnung Major entspricht dagegen dem Stabsfeldwebel der Bundeswehr.
In der Armee des Ancien Régime war er ursprünglich der höchste Feldwebeldienstgrad, bis er dann als Offizier zum Chef des Stabes wurde. Das Gleiche galt für einen festen Platz, wo er hinter dem Gouverneur und dem „Lieutenant du roi“ rangierte (als Vertreter des Königs in den Provinzen, jedoch kein Dienstgrad).
Unter Napoleon Bonaparte wurde der Rang Lieutenant-colonel durch Major ersetzt, was aber die Napoleonische Zeit nicht überdauerte. Die Bezeichnung „Médecin-major“, mit den Abstufungen „Major de première classe“, „Major de seconde classe“, „Aide-major“ und „Sous-aide-major“ wurden bis 1928 für die Militärärzte verwendet.

## Spanische und lateinamerikanische Streitkräfte

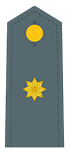
Comandante (Guardia Civil)

In Spanien ist der dem deutschen Major vergleichbare Dienstgrad der Comandante. Der Dienstgrad wird beim Heer, der Luftwaffe und der Guardia Civil verwendet.
In praktisch allen hispanoamerikanischen Streitkräften ist dagegen der Dienstgrad Mayor geläufig und dem deutschen Major vergleichbar. Die Benennung Comandante bezeichnet (wie im Deutschen der Kommandant) nur eine Dienststellung.
Bekanntheit hat der spanische Ausdruck Comandante für Lateinamerika dadurch erlangt, dass er von Führern diverser paramilitärischer Gruppen oder Guerillabewegungen genutzt wurde.

## Nationale Volksarmee

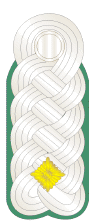
Major (Nationale Volksarmee, RD)

Der Major war in der Nationalen Volksarmee der Deutschen Demokratischen Republik von 1956 bis 1990 der niedrigste Offiziersrang der Dienstgradgruppe der Stabsoffiziere. Sein maritimes Pendant war ebenfalls der Korvettenkapitän der Volksmarine. Dieser Dienstgrad wurde in der Regel nur an Berufsoffiziere verliehen. Seine Verwendung entsprach in etwa der in der Bundeswehr. Das Dienstgradabzeichen bestand aus geflochtenen Schnüren, auf denen ein goldfarbener Offiziersstern angebracht war. Für Offiziere der NVA betrug die Regelstehzeit für die Beförderung vom Major zum Oberstleutnant fünf Jahre.
| Dienstgrad           |       |                       |
| niedriger: Hauptmann | Major | höher: Oberstleutnant |

## Reichsheer, Reichswehr, Wehrmacht, Sturmabteilung (SA), Schutzstaffel (SS)
In Reichsheer, Reichswehr und Wehrmacht (Heer und Luftwaffe) war der Major der niedrigste Offiziersrang der Dienstgradgruppe der Stabsoffiziere. In der Kriegsmarine (Wehrmacht) war das Äquivalent der Korvettenkapitän.

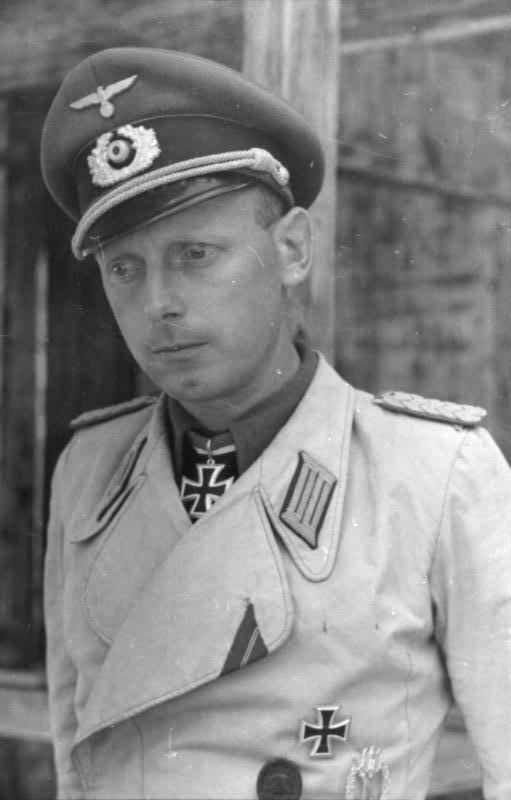
Major der Wehrmacht Rupert Gruber, Russland, August 1943.

Im NS-Ranggefüge entsprach dieser Dienstgrad dem SA-Sturmbannführer oder SS-Sturmbannführer (Allgemeine SS oder Waffen-SS).

Major Heer, Kradschützen
Kragenspiegel Heer
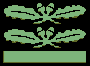
Tarnanzug Heer
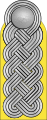
Luftwaffe Major / Major (Ing)
Kragenspiegel Luftwaffe
Fliegerbluse Luftwaffe

| Dienstgrad           |       |                       |
| niedriger: Hauptmann | Major | höher: Oberstleutnant |